# Andrzej Krzeptowski I
Andrzej Krzeptowski (ur. 29 lipca 1903 w Zakopanem, zm. 26 lutego 1945 w Krakowie) – polski biegacz i skoczek narciarski, narciarz alpejski, dwukrotny olimpijczyk. Dziewięciokrotny mistrz Polski w narciarstwie.

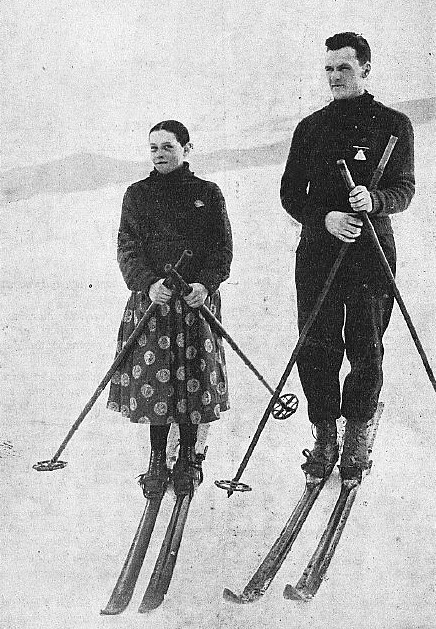
Andrzej Krzeptowski z uczennicą Bronisławą Staszel-Polankową (1925)

Był określany przez prasę sportową jako Andrzej Krzeptowski I dla odróżnienia od swego o rok starszego brata stryjecznego Andrzeja Krzeptowskiego II. Był synem Wojciecha i Ludwiny z Gąsieniców oraz stryjecznym bratem Józefa Krzeptowskiego, przewodnika tatrzańskiego i kuriera. Absolwent zakopiańskiego gimnazjum. Nie ukończył studiów prawniczych, był oficerem rezerwy WP. Z zawodu był handlowcem (prowadził sklep). Był żonaty z Heleną z Bachledów (od 17 października 1927).

## Przebieg kariery

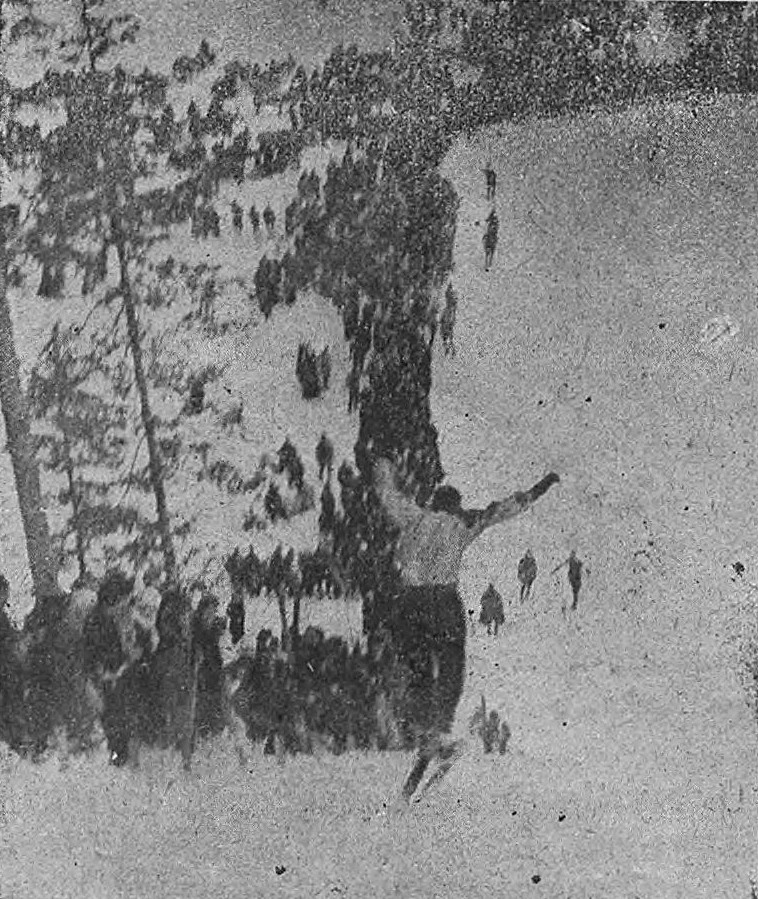
Andrzej Krzeptowski oddaje skok podczas MP 1922

W 1921 wygrał konkurs otwierający skocznię w Jaworzynce, po skoku na 14 m. W 1922 Krzeptowski zdobył swoje pierwsze tytuły mistrza kraju. Został złotym medalistą w kombinacji norweskiej i w biegu na 18 km. Zajął drugie miejsce w konkursie skoków narciarskich. Rok później został mistrzem Polski w kombinacji, w slalomie i w skokach narciarskich. W konkursie w Grindelwaldzie skoczył 38 m, wyrównując rekord Polski. W 1924 znów był najlepszy w biegu na 18 km. Zdobył brąz na MP w skokach. Pojechał także na Tydzień Sportów Zimowych do Chamonix, którą później uznano za I Olimpiadę Zimową. W biegu na 18 km był 28. z czasem 1:43.02,8. W konkursie skoków zajął 21. pozycję (skoki 33 m i 32 m, z notą 12,459 pkt.), a w kombinacji klasycznej najwyższą, 19. lokatę z notą 9,531 pkt.
W 1926 zdobył złote medale MP w kombinacji klasycznej i w skokach. W 1927 wziął udział w zawodach FIS w Cortina d’Ampezzo. Był tam 18. w skokach i 9. w kombinacji. Był członkiem polskiej ekipy na igrzyska w Sankt Moritz. Uplasował się tam na 27. miejscu w konkursie skoków (lądował na 41,5 m i 46,5 m, nota wyniosła 12,604 pkt.), a kombinacji norweskiej nie ukończył wskutek złamania narty podczas biegu. Na tamtych igrzyskach był chorążym reprezentacji Polski. W 1929 został mistrzem Polski w sztafecie 4 razy 10 km i wicemistrzem w zjeździe, a na mistrzostwach świata w Zakopanem zajął 27. miejsce w skokach.
W 1932 wystąpił w filmie Biały ślad, w reżyserii Adama Krzeptowskiego. 

## Po zakończeniu kariery

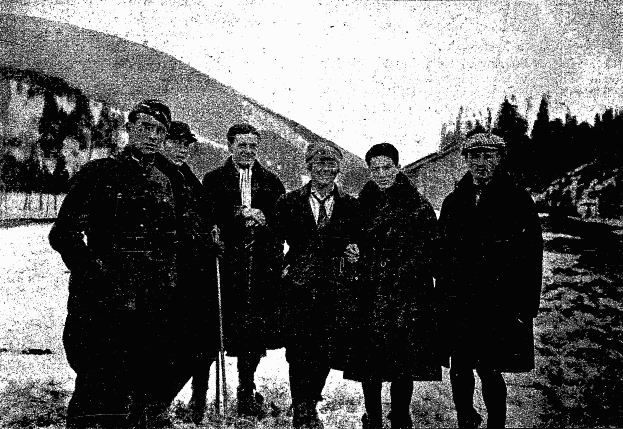
Grupa polskich narciarzy podczas zawodów w Worochcie w 1922 roku. Andrzej Krzeptowski trzeci od lewej.

W czasie okupacji przebywał w Zakopanem, gdzie aktywnie włączył się w kolaborację z Niemcami (Goralenvolk). 4 lutego 1942 z inicjatywy władz okupacyjnych powstał Komitet Góralski, którego przewodniczącym był inny kuzyn Andrzeja – Wacław Krzeptowski. Jedną z piętnastu najsilniejszych jego delegatur była zakopiańska, której przewodniczącym został Andrzej Krzeptowski. Przez cały czas okupacji prowadził „Spółkę Handlową”, duży sklep żelazny, farb i artykułów technicznych. Wspierał także akcje organizacji: wydawanie kenkart góralskich „G” i tworzenie Legionu Góralskiego SS. Za jego sprawą zniszczono dawne, gminne archiwum zakopiańskie. Relacje o jego zachowaniu nie są jednoznaczne – jedni oskarżają go o współpracę z Niemcami, inni o potajemne pomaganie partyzantom. Podobno nosił w plombie cyjanek. Został skazany na śmierć wyrokiem sądu Armii Krajowej, jednak wyroku nie zdążono wykonać.

## Śmierć
Tuż przed zakończeniem wojny Krzeptowski zamierzał wyjechać z Zakopanego. Został jednak schwytany przez UB. W 1945, po wkroczeniu na Podhale Armii Czerwonej, członkowie Komitetu Góralskiego zostali zlikwidowani, bądź wywiezieni na Syberię. Rok później w Zakopanem odbył się tzw. proces Józefa Cukiera i towarzyszy. Dla potrzeb sądu (pismo nr 2170 I 45 do Sądu Karnego Specjalnego w Krakowie) wydano zaświadczenie, z którego wynika że „Andrzej Krzeptowski, lat 42, po aresztowaniu go przez NKWD i zażyciu trucizny 26 lutego 1945 został dostarczony do szpitala św. Łazarza w Krakowie z poleceniem, aby go koniecznie odratowano i utrzymano przy życiu”. Mimo to, pacjent zmarł tego samego dnia. Okoliczności śmierci Krzeptowskiego nie są jednak do końca wyjaśnione. Wiadomość o zgonie jego rodzina otrzymała dopiero w latach 50. Ireny, jego córki, nie chciano po wojnie przyjąć do szkoły. Prześladowano także jej matkę.

## Osiągnięcia

### Igrzyska olimpijskie
| 1924 Chamonix     | – | 28. miejsce (w biegu na 18 km), 21. miejsce (w skokach), 19. (w kombinacji norweskiej) |
| 1928 Sankt Moritz | – | 27. miejsce (w skokach)                                                                |

#### Starty A. Krzeptowskiego w konkursach skoków naigrzyskach olimpijskich– szczegółowo
| Miejsce | Dzień     | Rok  | Miejscowość  | Skocznia             | Konkurs  | Skok 1 | Skok 2 | Nota       | Strata    | Zwycięzca          |
| ------- | --------- | ---- | ------------ | -------------------- | -------- | ------ | ------ | ---------- | --------- | ------------------ |
| 21.     | 4 lutego  | 1924 | Chamonix     | Tremplin aux Bossons | indywid. | 33,0 m | 32,0 m | 12,459 pkt | 6,502 pkt | Jacob Tullin Thams |
| 27.     | 18 lutego | 1928 | Sankt Moritz | Olympiaschanze       | indywid. | 41,5 m | 46,5 m | 12,604 pkt | 6,604 pkt | Alf Andersen       |

#### Starty A. Krzeptowskiego w kombinacji naigrzyskach olimpijskich– szczegółowo
| Miejsce | Dzień    | Rok  | Miejscowość | Dyscyplina/konkurencja                    | Wynik      | Strata     | Zwycięzca     |
| ------- | -------- | ---- | ----------- | ----------------------------------------- | ---------- | ---------- | ------------- |
| 19.     | 4 lutego | 1924 | Chamonix    | kombinacja norweska skoki + bieg na 18 km | 9,531 pkt. | 9,375 pkt. | Thorleif Haug |

#### Starty A. Krzeptowskiego w biegach naigrzyskach olimpijskich– szczegółowo
| Miejsce | Dzień    | Rok  | Miejscowość | Dyscyplina    | Czas      | Strata  | Zwycięzca     |
| ------- | -------- | ---- | ----------- | ------------- | --------- | ------- | ------------- |
| 28.     | 2 lutego | 1924 | Chamonix    | bieg na 18 km | 1:43:02,8 | 28:31,0 | Thorleif Haug |

### Mistrzostwa świata w narciarstwie klasycznym
| 1927 Cortina d’Ampezzo | – | 9. miejsce (w kombinacji norweskiej), 18. miejsce (w skokach), 27. miejsce (w biegu na 18 km) |
| 1929 Zakopane          | – | 27. miejsce (w skokach)                                                                       |

### Sukcesy krajowe
- mistrz Polski w kombinacji norweskiej: 1922, 1923, 1926
- mistrz Polski w skokach: 1923, 1926
- wicemistrz Polski w skokach: 1922
- brązowy medalista MP w skokach: 1924
- mistrz Polski w biegu na 18 km: 1922, 1924
- mistrz Polski w slalomie: 1923
- mistrz Polski w biegu sztafetowym 4 × 10 km: 1929
- wicemistrz Polski w zjeździe: 1929.